# Wilf McGuinness
Wilfred McGuinness (Manchester, 1937. október 25. –) angol válogatott labdarúgó és labdarúgóedző, aki rövid játékos-pályafutása alatt kétszer is angol válogatottban. Sir Matt Busby utódjaként vette át a Manchester United irányítását 1969-ben.
1953-ban szerződtette a Manchester United és 17 évesen mutatkozott be a csapatban. A keret tagja volt a müncheni légikatasztrófa idején, de egy sérülés miatt nem tudott elutazni a csapattal. Ugyan 22 évesen egy lábtörés miatt vissza kellett vonulnia, kétszeres bajnok és kétszeres szuperkupa-győztes lett a Uniteddal. Fiatalkorában kapitánya volt az iskolások utánpótlás szinten Manchesternek, Lancashire-nek és Angliának is. Visszavonulása előtt kétszer beválasztották az angol válogatottba.
Visszavonulása után nagy szerepet játszott a United utánpótlás-fejlesztésében, 1964-ben, 27 évesen vette át az utánpótlás csapatot Jimmy Murphy-től. Öt évvel később, 31 évesen lett a felnőtt csapat menedzsere, miután Sir Matt Busby távozott. Mindössze másfél évvel később kirúgták, de egyszer elvezett a csapatot az FA-kupa elődöntőig és kétszer a Ligakupa elődöntőjéig. Rövid United-időszaka után négy évig Görögországban volt, ahol a Panachaiki FC-vel a klub történetében először bejutott egy európai sorozatba, az 1973–1974-es UEFA-kupába. 1975-ben a York City menedzsere lett azt követően, hogy az előző szezonban a csapat a legmagasabb helyezését érte el történetében. Vezetésével viszont kétszer is kiesett az adott bajnokságból a York, amiért 1977-ben kirúgták. Később asszisztens és megbízott edző volt a Hull City csapatánál. Utolsó menedzseri posztját a Bury-nél töltötte be, szintén megbízott menedzserként.
McGuinness fia, Paul egy ideig a United U18-as csapatának menedzsere és az akadémia helyettes igazgatója volt.

## Statisztika
| Csapat               | Ország      | -tól            | -ig                | Teljesítmény | Teljesítmény | Teljesítmény | Teljesítmény | Teljesítmény |
| Csapat               | Ország      | -tól            | -ig                | M            | Gy           | D            | V            | Gy %         |
| -------------------- | ----------- | --------------- | ------------------ | ------------ | ------------ | ------------ | ------------ | ------------ |
| Manchester United    | Anglia      | 1969. június 4. | 1970. december 29. | 87           | 32           | 32           | 23           | 36,78        |
| Árisz Theszaloníkisz | Görögország | 1971            | 1973               |              |              |              |              |              |
| Panachaiki           | Görögország | 1973            | 1975               |              |              |              |              |              |
| York City            | Anglia      | 1975. február   | 1977. október      |              |              |              |              |              |

## Díjak, sikerek

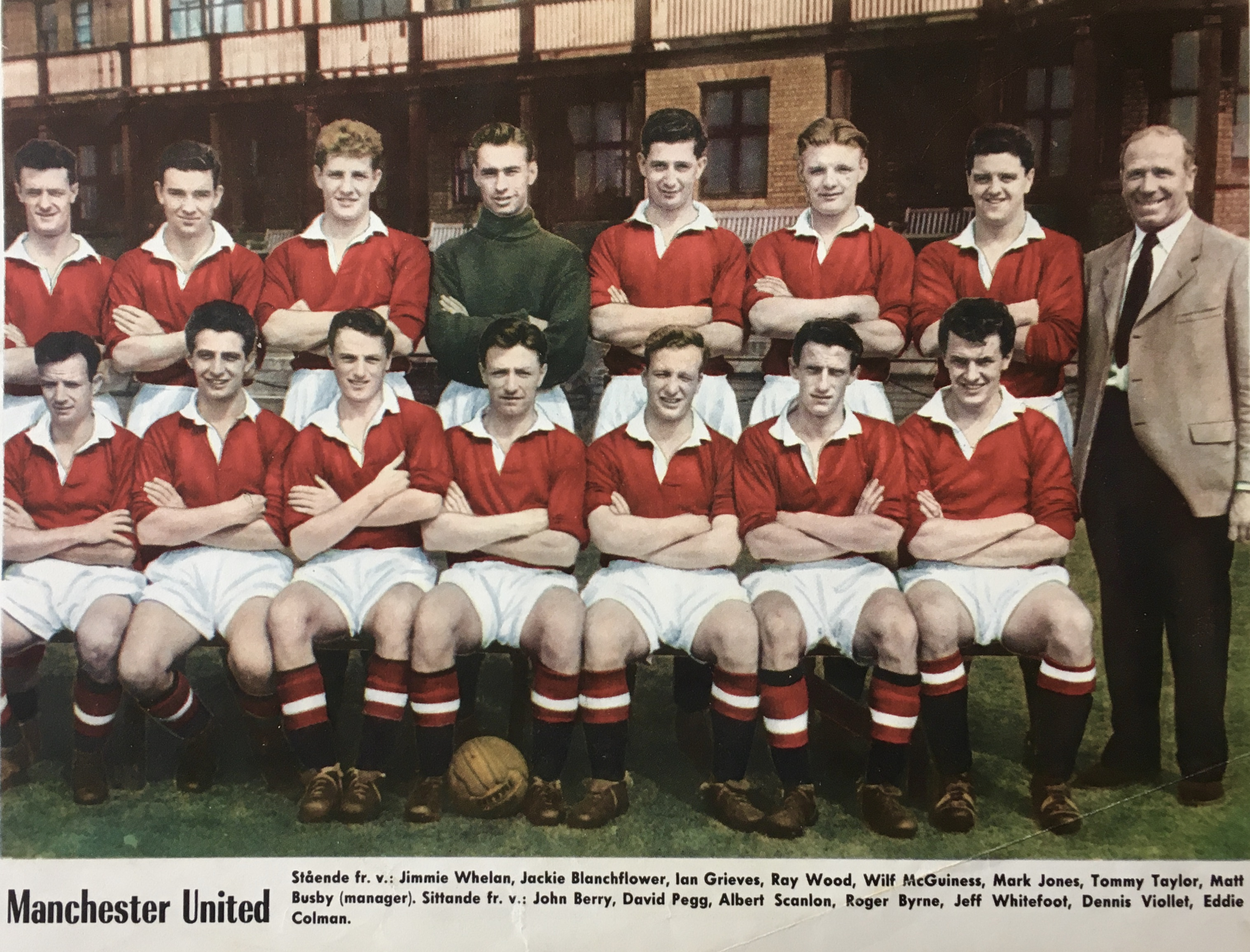
McGuinness (hátsó sor, jobbról negyedik) a Manchester United játékosaként

### Játékosként
Manchester United
- Angol-bajnok: 1955–1956, 1956–1957
- Angol szuperkupa-győztes: 1956, 1957